# Emil Georg von Stauß
Emil Georg von Stauss (Baiersbronn, 6 ottobre 1877 – Berlino, 11 dicembre 1942) è stato un banchiere tedesco che ha ricoperto la carica di direttore generale di Deutsche Bank.
È stato uno dei fondatori della Daimler Benz insieme a Wilhelm Kissel e Hans Nibel.

## Carriera
Oltre che per i suoi interessi nel settore bancario, von Stauss si distinse anche per le sue competenze nell'industria petrolifera, facendo parte del consiglio di amministrazione della Deutsche Petroleum dal 1920. Nel 1925 divenne membro del consiglio di amministrazione della Daimler-Motoren-Gesellschaft e continuerà in questo ruolo alla Daimler-Benz fino a quando divenne presidente del consiglio di amministrazione. Nel 1926 diventerà anche presidente della BMW.

## Politica
Amico intimo di Hjalmar Schacht, von Stauss coltivò stretti rapporti con il Partito nazista fin dal 1930. Oltre a partecipare a diversi incontri con Adolf Hitler, conosceva bene anche Hermann Göring e gli fornì ingenti finanziamenti durante l'ascesa al potere del nazismo.
Personalmente più vicino a Göring, presentò il leader nazista a diversi esponenti di spicco del mondo degli affari in occasione di cene e questi contatti contribuirono a garantire un agevole passaggio di potere ai nazisti e a evitare la possibilità di un'opposizione da parte di esponenti del mondo degli affari che temevano un risvolto socialista del nazismo.
Nonostante ciò, von Stauss era un membro di alto profilo del Partito Popolare Tedesco (DVP) e rappresentò il gruppo al Reichstag dal 1930 al 1932. Era stato incoraggiato a mantenere la sua appartenenza al partito da Göring che lo riteneva più utile in quel gruppo politico, e cercò di spingere il DVP verso una linea filo-nazista nel periodo precedente la presa di potere nazista. Con lo scioglimento del DVP nel 1933, fu eletto nuovamente al Reichstag nel 1933 e ricoprì la carica di vicepresidente dell'organismo. Fu tuttavia uno dei pochi membri a non aderire formalmente al Partito Nazista, rimanendo come indipendente.